# Tiegelgussdenkmal

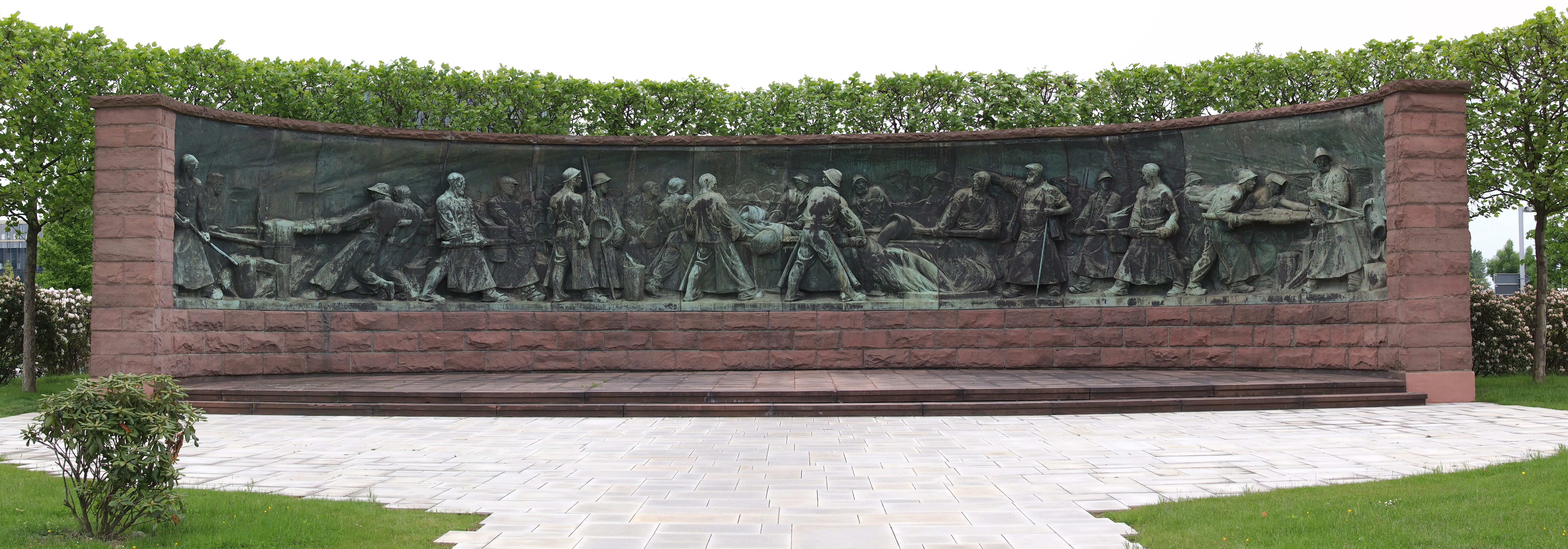
Tiegelgussdenkmal auf dem Gelände der ThyssenKrupp-Hauptverwaltung

Das Tiegelgussdenkmal steht im Krupp-Gürtel an der Altendorfer Straße in Essener Stadtteil Westviertel  und erinnert an die Gussstahl-Herstellung in der ehemaligen Krupp-Gussstahlfabrik.

## Geschichte
Das Denkmal besteht aus einer halbkreisförmigen Mauer aus rotem Sandstein, auf deren Innenseite Gussplatten die Arbeitsschritte der Produktion des Kruppschen Tiegelstahls von der Herstellung der Gussformen bis zum Reinigen des fertigen Gussstückes zeigen. Somit wurde der Stahlerzeugung ein Denkmal in Stahl gesetzt, das in Form des Halbbogens 22 Meter lang und etwa neun Tonnen schwer ist.
Es wurde 1935 im Auftrag von Gustav Krupp von Bohlen und Halbach und seiner Frau Bertha Krupp vom Berliner Bildhauer Artur Hoffmann vor dem Zweiten Weltkrieg entworfen. Doch es konnte wegen Materialknappheit und anderer Widrigkeiten erst nach dem Krieg ausgeführt und 1952 aufgestellt werden. Seitdem erinnert es an die Kruppsche Produktionsstätte, die sich als Teil der Gussstahlfabrik nur etwa einhundert Meter entfernt befand. Gustav Krupp von Bohlen und Halbach erlebte die Fertigstellung des Denkmals nicht mehr, da er bereits 1950 gestorben war.
Dem Firmengründer Friedrich Krupp gelang es bereits 1823 den damals hochwertigen Tiegelstahl herzustellen, auch wenn die Ergebnisse noch unklar blieben und wichtige metallurgische Zusammenhänge noch nicht erklärbar waren.
Seit 1990 ist das Tiegelgussdenkmal in der Denkmalliste der Stadt Essen eingetragen.

## Schritte der Tiegelstahlproduktion

Schritte der Tiegelstahlproduktion in Einzelbildern
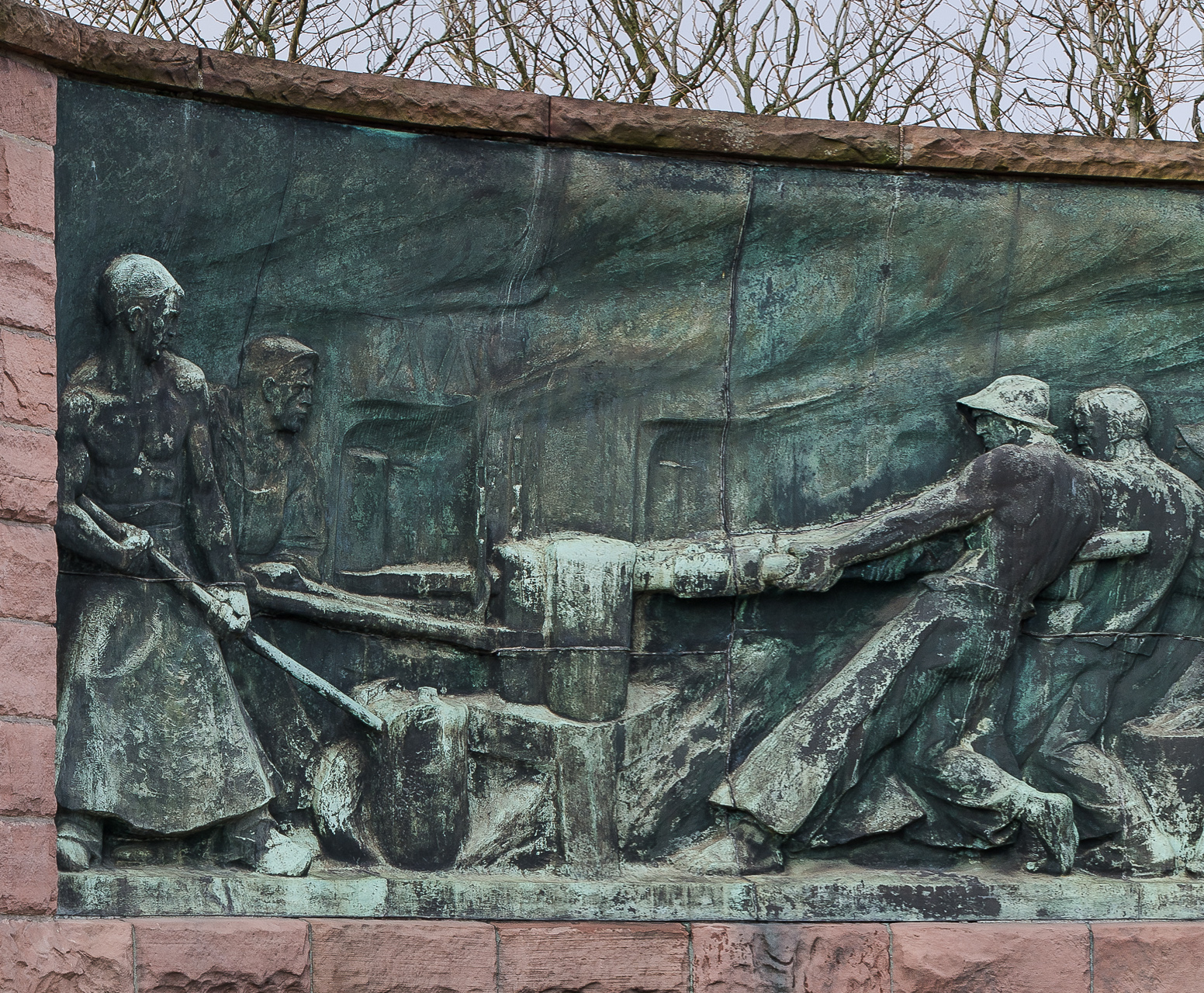
Schritt 1: Herstellen der Gussform
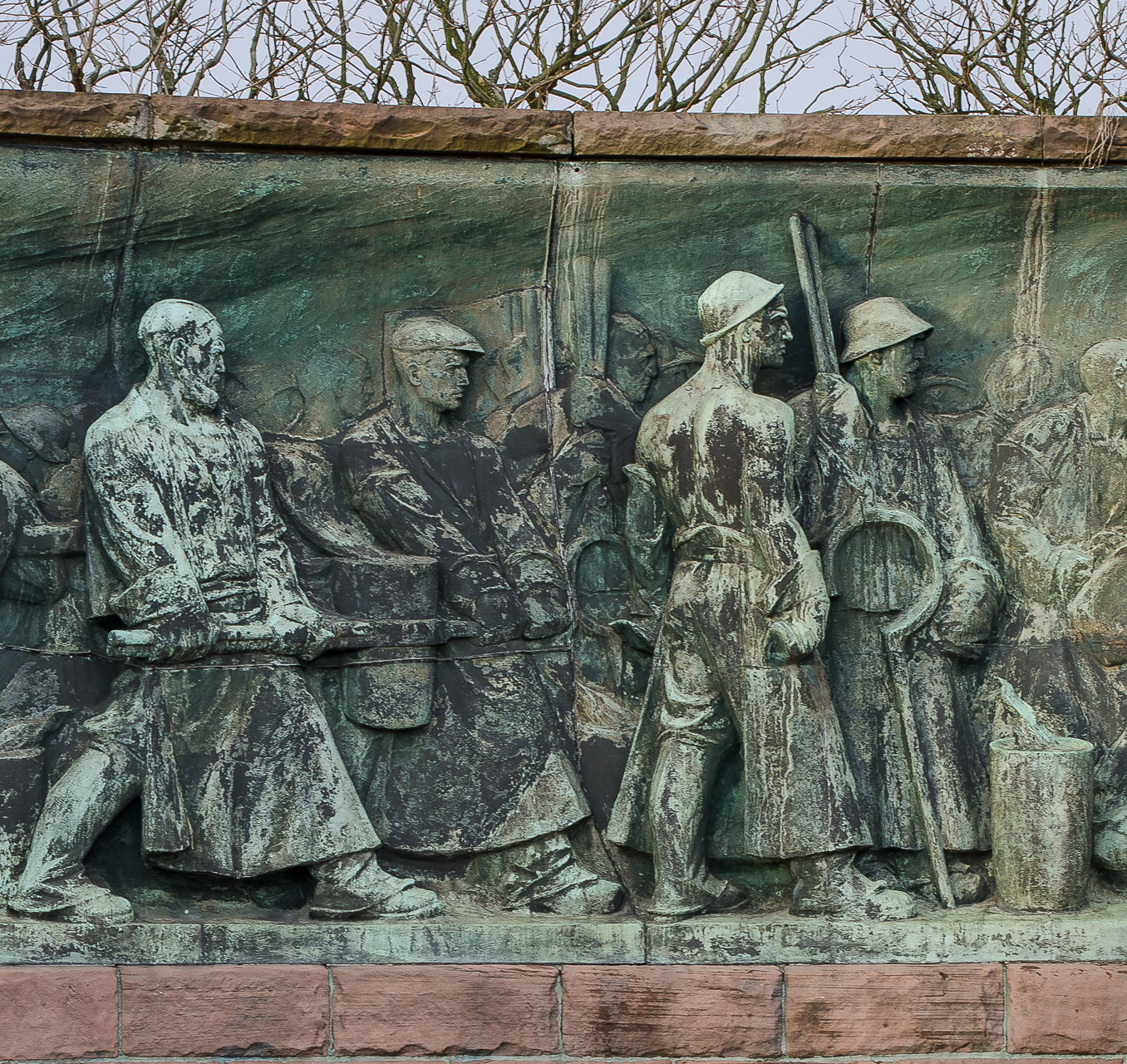
Schritt 2: Verflüssigung des Gussmaterials in Schmelzöfen
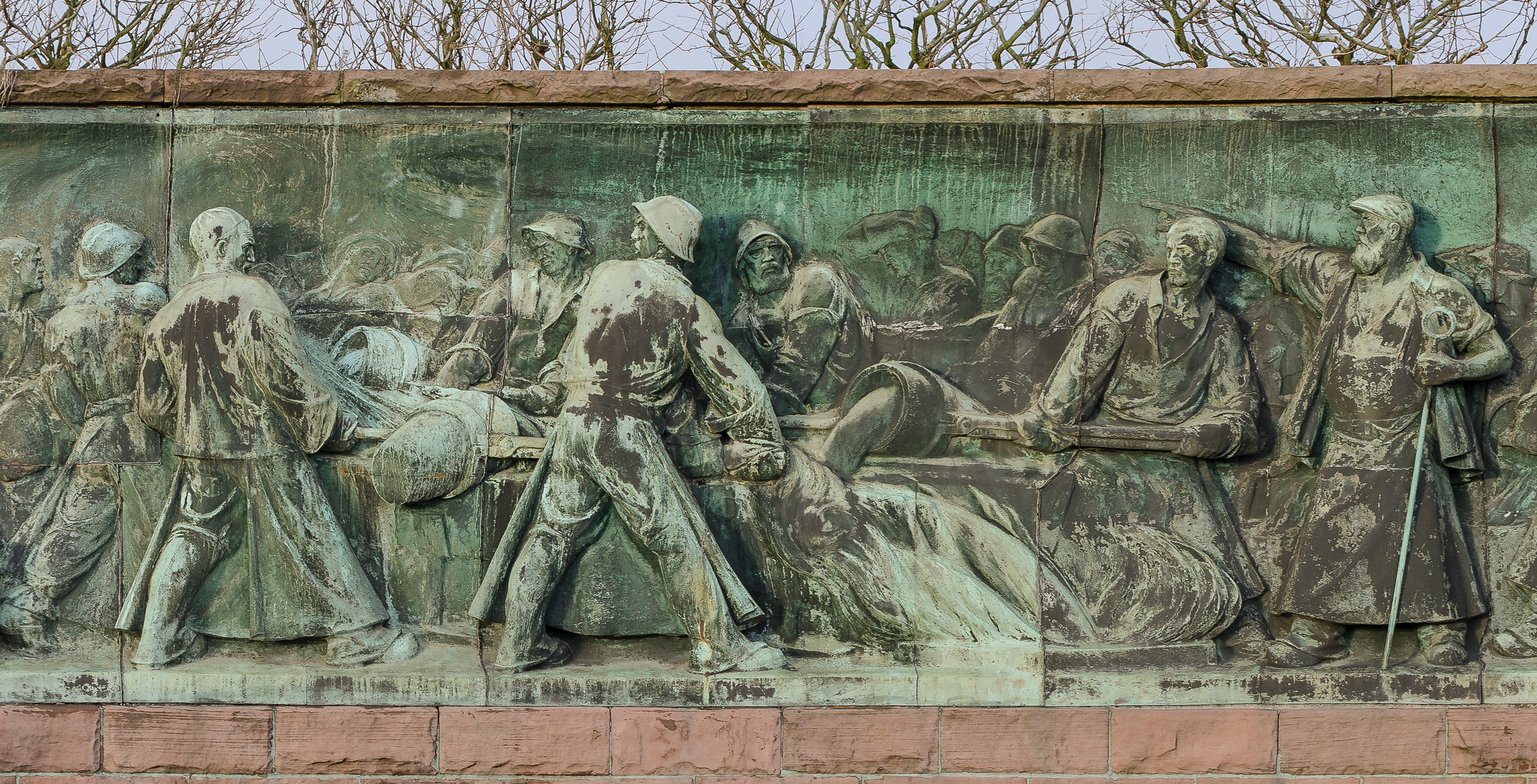
Schritt 3: Vergießen (Füllen der Form)
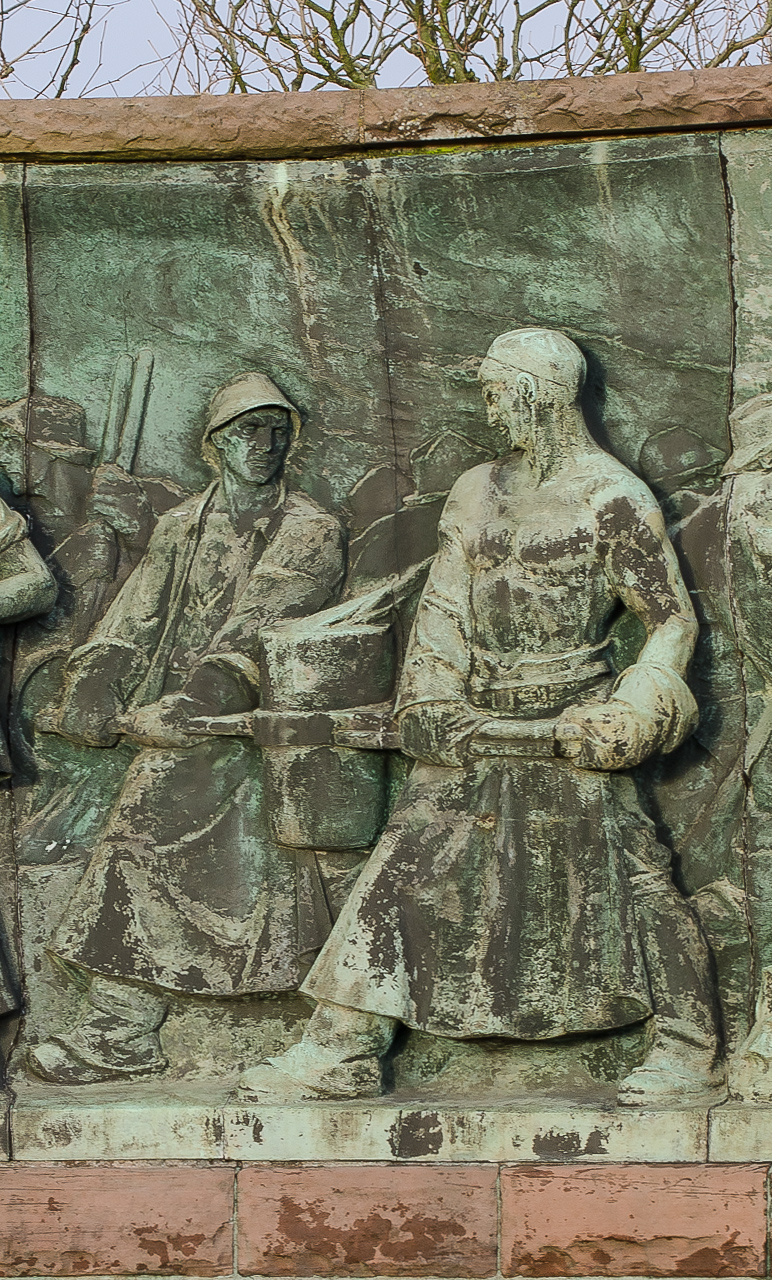
Schritt 4: Herausnehmen des Gussstahls aus der Form
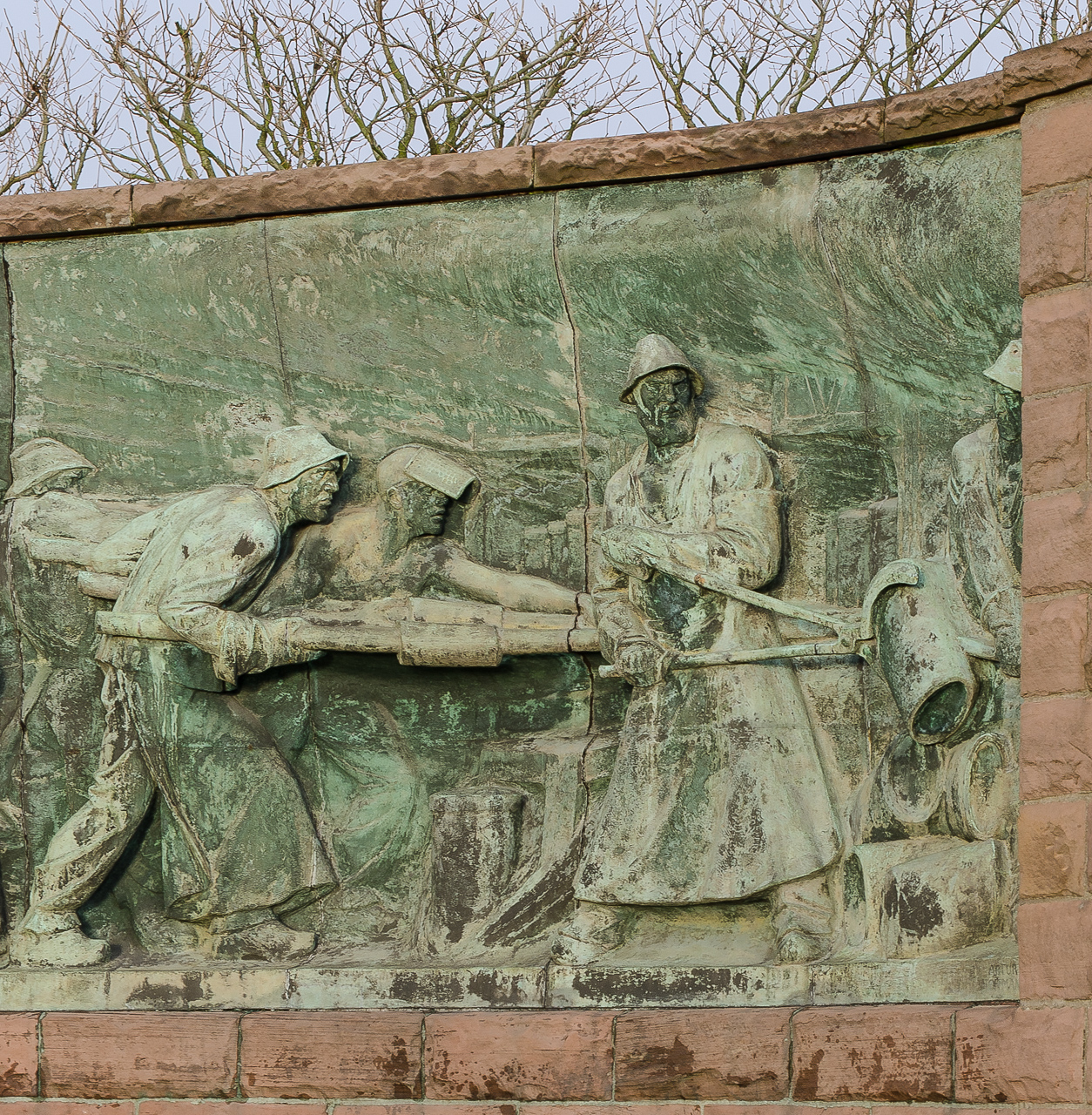
Schritt 5: Reinigen des rohen Gussstücks (Putzen)